# Neudorf-Platendorf
Neudorf-Platendorf ist ein Ortsteil der Gemeinde Sassenburg im niedersächsischen Landkreis Gifhorn. Kennzeichnend für das Straßendorf ist die sechs Kilometer lange und gerade Dorfstraße.

## Geografie

### Lage
Der Ortsteil liegt östlich der Ise und des Staatsforstes Dragen. Südlich liegt die Aller. Die Gemarkung erstreckt sich langgezogen von Südwest nach Nordost. Im Norden und Osten geht sie in das Große Moor über.
Die sechs Kilometer lange Dorfstraße ist die längste gerade Ortsdurchfahrt in Niedersachsen. Charakteristisch für das Ortsbild sind auch heute noch die Brücken, die jedes einzelne Grundstück mit der Dorfstraße verbinden.

### Nachbarorte
Benachbart sind die Sassenburger Ortsteile Triangel im Süden und Westerbeck im Osten, die Gemeinde Wahrenholz im Norden und der Gifhorner Ortsteil Gamsen im Westen. Nächstgelegene Städte sind die Kreisstadt Gifhorn sowie Wolfsburg.

### Geologie
Die Gemarkung war ursprünglich komplett von Hochmoor des Großen Moores bedeckt, das heutzutage nahezu abgetorft ist. Reste im Norden des Ortes bilden seit den 1980er Jahren das rund 2700 Hektar große Naturschutzgebiet Großes Moor.

## Geschichte

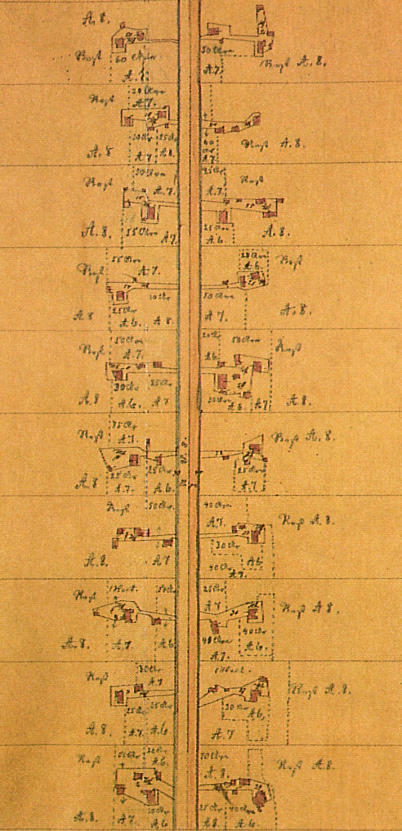
Ortsplan 1872 (Ausschnitt)

Der Ort ging aus den beiden Moorkolonien Neu Dorf und Platendorf hervor, die 1796 auf Veranlassung der Regierung des damaligen Kurfürstentums Hannover zur Urbarmachung des Großen Moores gegründet worden waren. 1795 ließen sich die ersten Siedlerfamilien in dem Gebiet nieder, das zum Amt Gifhorn und ab 1885 zum Landkreis Gifhorn gehörte. Bei der Siedlungsanlage wurde ein breiter Kanal ausgehoben, der das nördlich gelegene Große Moor nach Süden zur Aller hin entwässert. Auf ihm wurde auf Schiffen Torf abtransportiert.
Entlang des künstlichen Wasserwegs wurden beiderseitig Straßendämme aufgeschüttet. Sie waren von seitlichen, so genannten Brückgräben, flankiert. Diesen Namen erhielten sie, da über sie Brücken zu den Parzellen der „Kolonisten“ genannten Neusiedler führen. Der Hauptkanal verfügte im Gegensatz dazu über keinerlei Übergänge, da Brückenkonstruktionen wegen des Schiffsverkehrs zu aufwändig gewesen wären. Dadurch entstanden die zwei räumlich voneinander getrennten Siedlungen Neu Dorf und Platendorf.
Entlang des westlichen Straßendammes entstand die Siedlung Platendorf, entlang des östlichen die Siedlung Neudorf. Platendorf ist nach dem Gifhorner Oberamtmann Plate benannt worden. Jedem Kolonisten wurde ein rund 100 Meter breiter und knapp ein Kilometer (nach Ost oder West reichender) langer Streifen Land zugewiesen. Erst als man in den 1830er Jahren den mittleren Hauptkanal nicht mehr zur Entwässerung benötigte, wurde er mit dem Material des westlichen Straßendammes aufgefüllt. Dieser Streifen Ödland wird seitdem Barwe oder Berbe genannt. Seither gibt es nur noch den östlichen Damm, den beide Dorfhälften als Hauptstraße benutzen. Sie liegt heute rund drei Meter höher als die inzwischen abgetorften Grundstücke und Ländereien der Siedler.
1802 lebten in beiden Orten 162 Einwohner. Anfang des 19. Jahrhunderts gab es Dorferweiterungen in Richtung Süden, wodurch beidseitig des Kanals Klein Platendorf und Klein Neudorf entstanden. Die bereits zur Gründung angelegte Siedlungsstruktur von Neudorf-Platendorf als Straßendorf hat sich bis heute erhalten. Noch heute gibt es in Neudorf-Platendorf einige häufige Familiennamen, die auf die Siedlungszeit zurückgehen, beispielsweise Wulfes, Wolpers und Steinmetz. 1879/80 wurde die Schule erbaut.

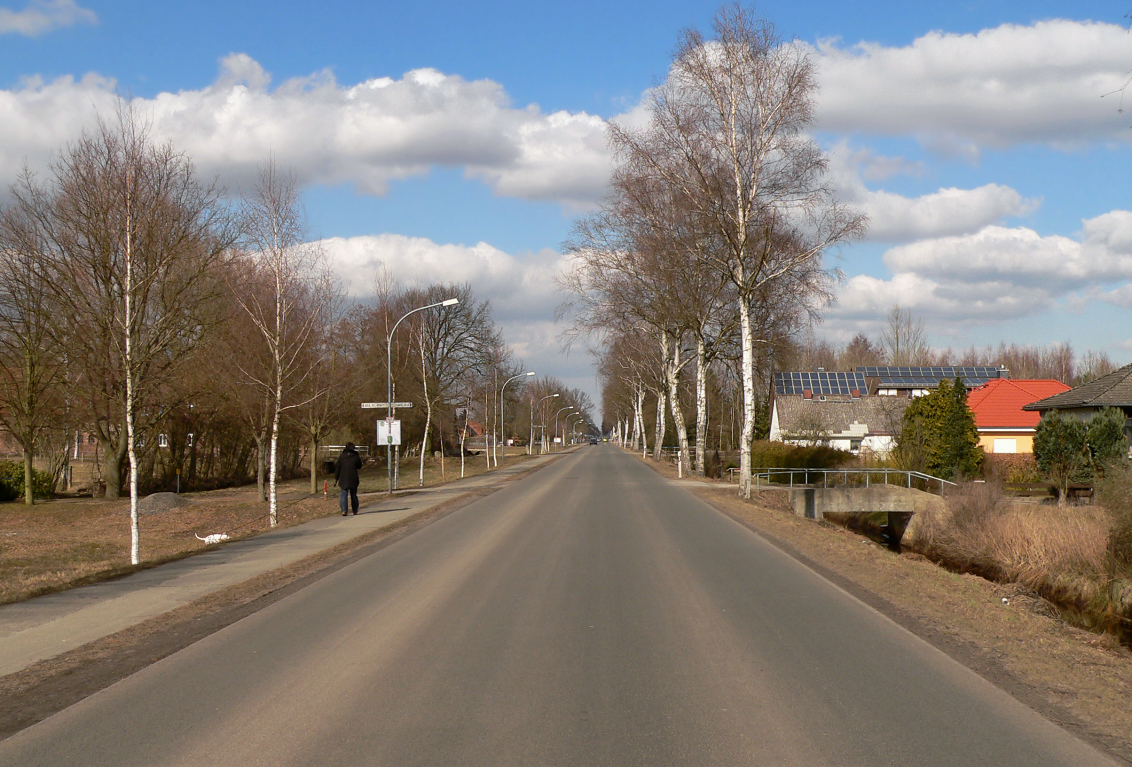
Dorfstraße

Im Zuge der Gebietsreform in Niedersachsen, die am 1. März 1974 stattfand, wurde die zuvor selbständige Gemeinde Neudorf-Platendorf in die Gemeinde Sassenburg eingegliedert.
Im Sommer 1975 hatte sich nördlich und östlich des Ortes ein großflächiger Wald- und Moorbrand im Rahmen des Brandes in der Lüneburger Heide entwickelt. Der Ortsname war für Tage lang Teil der Hauptmeldung deutscher Zeitungen und Fernsehstationen. Das Dorf selbst war in Rauchschwaden gehüllt und wurde, außer für Bewohner, Feuerwehr und Bundeswehr, gesperrt. Ein Übergreifen des Feuers auf die Häuser konnte allerdings verhindert werden.

## Religion

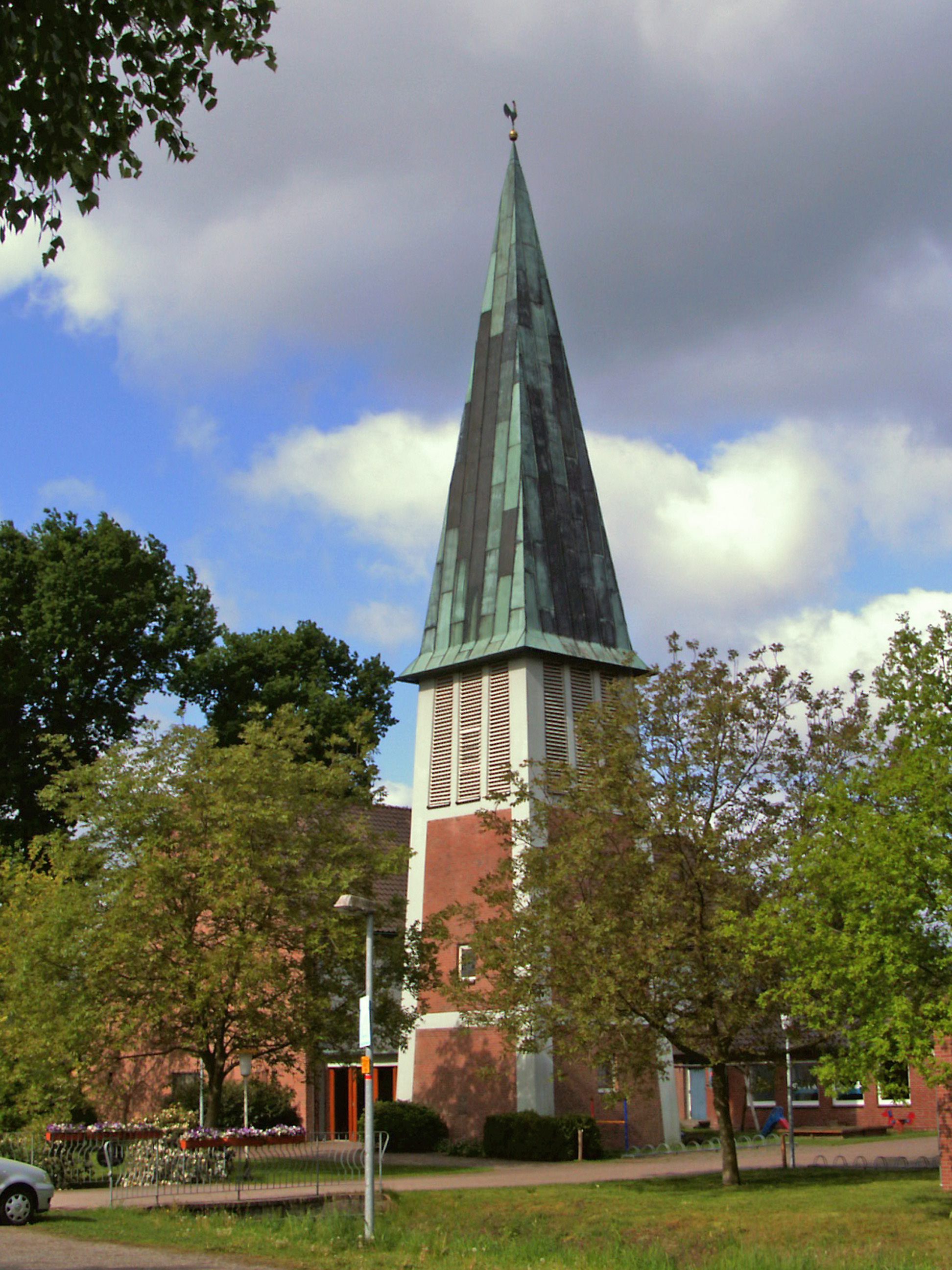
Thomaskirche

Das ursprünglich zur evangelischen St.-Nicolai-Gemeinde in Gifhorn gehörende Dorf verfügt seit 1964 über die evangelische Thomaskirche. Zuvor fanden die Gottesdienste in der Schule statt, wofür im ersten Stock des Schulgebäudes ein Betraum eingerichtet war.
Für die Evangelisch-Freikirchliche Gemeinde (Baptisten) wurde bereits 1894 ein Gotteshaus eingeweiht und später erweitert. Dessen Neubau vollendete die Gemeinde im Jahr 2011.
Für die aus katholisch geprägten Gebieten zugezogenen Einwohner wurde 1929 die katholische Kapelle Maria im Moor errichtet und von Bischof Nikolaus Bares eingeweiht. Die seelsorgerische Betreuung erfolgte vom Pfarrer von St. Bernward (Gifhorn). 1947 wurde sie wieder abgerissen, Teile des Inventars kamen in eine Notkapelle in Empelde, nach deren Auflösung in die Kirche Hl. Familie (Empelde). Heute gehört Neudorf-Platendorf zur katholischen Pfarrgemeinde St. Altfrid (Gifhorn).

## Politik

### Ortsrat
Der Ortsrat Neudorf-Platendorf setzt sich aus fünf Mitgliedern zusammen. Die Ortsratsmitglieder werden durch eine Kommunalwahl für jeweils fünf Jahre gewählt.
Bei der Kommunalwahl 2021 ergab sich folgende Sitzverteilung:
| Ortsrat 2021Insgesamt 5 Sitze - SPD: 1 - Grüne: 1 - B.I.G.: 1 - CDU: 1 - AfD: 1 | Ortsratswahl 2021Wahlbeteiligung: 52,09 % 403020100 31,1 %28,2 %14,8 %13,2 %12,8 % CDUB.I.G.bGrüneSPDAfDAnmerkungen:b Bürger-Interessen-Gemeinschaft-Sassenburg |

### Ortsbürgermeister
Der Ortsbürgermeister ist Fabian Hoffmann.

### Wappen
Der Entwurf des Kommunalwappens von Neudorf-Platendorf stammt von dem Heraldiker und Wappenmaler Gustav Völker, der zahlreiche Wappen in der Region Hannover erschaffen hat. Die Genehmigung des Wappens wurde am 16. Dezember 1950 durch den Niedersächsischen Minister des Innern erteilt.
| Wappen von Neudorf-Platendorf | Blasonierung: „In Grün zwei unterschiedliche, schräggekreuzte, golden gestielte, silberne Moorspaten.“ |
| Wappen von Neudorf-Platendorf | Wappenbegründung: Das Wappen symbolisiert die Pionierleistung, die vor fast zweihundert Jahren hier vollbracht wurde. Die Abbildung der Moorspaten sind somit ein Denkmal für die Urbarmachung der Moorlandschaft. Die verschieden geformten Arbeitsgeräte erinnern daran, dass hier in mühseliger Arbeit Kulturland geschaffen wurde. Der grüne Schild weist auf die Wiesen und Äcker hin, die nun die einstige Moorlandschaft bedecken. |

## Kultur und Sehenswürdigkeiten
Das Moormuseum zeigt die Geschichte des Großen Moores und des Torfabbaus im Raum Neudorf-Platendorf. Träger des 2021 eröffneten Freilichtmuseums ist der 2009 gegründete Förderverein Großes Moor e. V.

## Wirtschaft und Infrastruktur
Hauptverkehrsader und Ortsdurchfahrt ist die Kreisstraße 31/1, die aus südlicher Richtung von der Bundesstraße 188 kommend durch den Ortsteil in Richtung Wittingen führt.
Die Bahnstrecke Braunschweig–Wieren führt westlich am Ort vorbei. Der Haltepunkt Neudorf-Platendorf wird seit Dezember 2020 nicht mehr vom Personenverkehr bedient. Als Ersatz verkehren die neu eingerichtete Buslinie 175 der VLG nach Gifhorn und die Ruftaxilinie 176 nach Wahrenholz, jeweils stündlich als Zubringer zur RB 47.

## Persönlichkeiten
- Werner Kieselbach (1949–2021), Lehrer, Journalist, Verleger und Numismatiker